# 中比科爾語
中比科爾語是南岛语系马来－波利尼西亚语族中部菲律宾语群海岸比科爾語言中的一种语言，主要通行于菲律賓呂宋岛东南角的比科爾地方（第五号地方）。

## 外部連結
- Translate Bikol（页面存档备份，存于）